# Albano José Wolkmer
Albano José Wolkmer (? – ?) foi um político brasileiro.
Foi eleito deputado estadual pelo PSD para a 37ª Legislatura da Assembleia Legislativa do Rio Grande do Sul, de 1947 a 1951.